# Yungay (Pérou)
Pour les articles homonymes, voir Yungay.
Yungay est une ville de la région d'Ancash au centre-nord du Pérou, en Amérique du Sud.

## Localisation
Yungay est située dans la Vallée de Huaylas sur le Río Santa à une altitude de 2 500 m, à 450 km au nord de Lima. Cette petite ville est située entre la cordillère Blanche à l’est avec le Huascarán, la plus haute montagne du Pérou, et la cordillère Noire à l'ouest.
Yungay est la capitale de la Province de Yungay, ainsi que la ville principale du District de Yungay, qui compte environ 20 000 habitants. La Province  de Yungay possède une population de 60 000 habitants (estimations 2000), elle occupe une partie de la Vallée de Huaylas, la Vallée de Conchucos (Yanama), la côte d’Ancash (Quillo) et le parc national de Huascarán.

## Histoire
L’archéologue américain Thomas F. Lynch (université Cornell, États-Unis, 1969) découvrit dans la Grotte de Guitarrero à Yungay de très anciens vestiges culturels datant d’environ 10 000 av. J.-C., faisant du lieu « un des grands témoignages de l’origine de  l’agriculture en Amérique ».
D'autre part, on sait qu'Yungay existait déjà à l'époque pré-inca. Les premières références écrites font référence à ce nom dès l'époque des Incas Viracocha et Pachacutec vers 1440.
Les conquistadors espagnols y sont venus pour la première fois en 1533, et le 4 août 1540 ils fondèrent la ville de Yungay et le couvent Saint Dominique de Yungay à l'initiative du père Dominique de Saint Thomas, qui fut lui-même nommé vicaire en 1579.
Le 20 janvier 1839 a eu lieu la bataille de Yungay, au cours de laquelle l’armée de la Confédération péruvio-bolivienne fut défaite, avec la victoire décisive de l'Armée chilo-péruvienne de restauration. C'est à la suite de cette bataille dans le vallon d'Ancash, que le nom d'« Ancash » fut donné au département précédemment nommé « Huaylas ».
En avril 1843, les 20 000 hommes de Atusparia attaquèrent Yungay ; les habitants se défendirent, mais après quatre jours de combat, Atusparia prit la ville.

### Autres événements importants
- La création de la province de Yungay, le 28 octobre 1904, avec la loi 006 ;
- Le début des démarches en 1962 pour la création du parc national de Huascarán à l'initiative d'Artemio Angeles Figueroa, originaire lui-même de Yungay.

### Les séismes et les laves torrentielles

#### Le séisme de 1725
Le 6 janvier 1725, un violent tremblement de terre causa une coulée de neige du mont Huandoy vers un lac glaciaire, qui produisit une lave torrentielle submergeant le village d'Ancash, à quatre kilomètres au nord de l'actuelle ville de Yungay. La population fêtait ce jour-là l'Épiphanie et l'anniversaire de son maire Melchor Punyan ; il y eut 1 500 disparus.

#### Le séisme de 1962
Le 12 janvier 1962, une avalanche de rochers, glace et neige s'est détachée de la face nord du Huascaran, et la lave torrentielle est descendue le long du rio Santa, en détruisant les villages de Ranrahirca, Shacsha, Armapampa, Uchucoto et d'autres, en tuant plus de 3 000 personnes. Ce ne fut qu'un avant-goût de ce qui allait arriver huit ans plus tard.

#### Leséisme de 1970

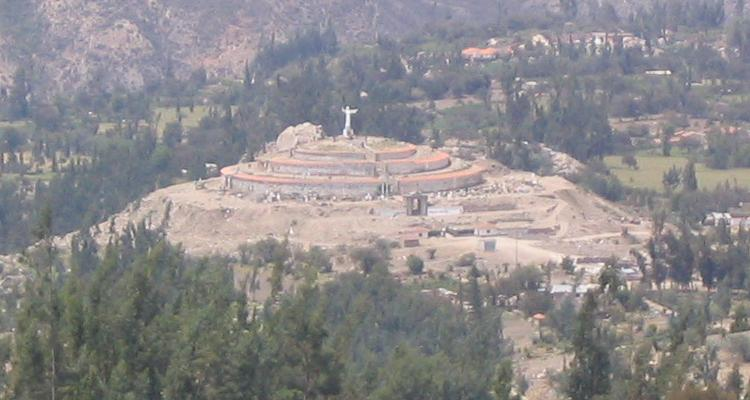
Le cimetière de l'ancienne ville de Yungay.

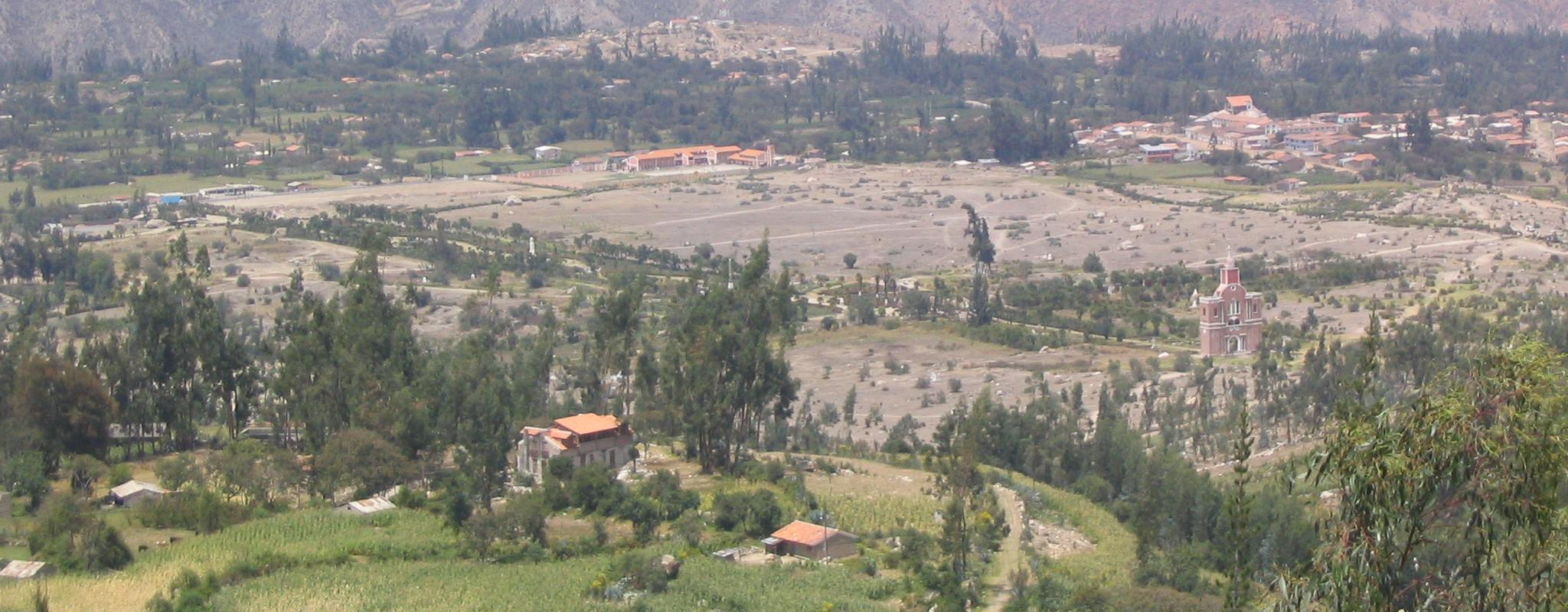
La zone de l'ancienne ville de Yungay, cimetière national.

Le 31 mai 1970, un violent tremblement de terre — 7,8 sur l'échelle de Richter — a touché la vallée. Par suite de cette secousse, une grande quantité de matériaux congelés se sont décrochés du Huascarán et sont tombés verticalement vers de petits lacs glaciaires. L'énorme lave torrentielle en résultant est descendue à une vitesse supérieure à 200 km/h, rayant de la carte le village de Yungay. On estime qu'une zone de 1 000 mètres de large par 1 500 mètres de long représentant 10 000 m3 de glace et de roche s'est détachée du Huascarán. Le volume de la lave torrentielle est estimé à 50-100 000 000 m3. 
Environ 22 000 personnes sont mortes instantanément quand la coulée arriva à Yungay. Seules 400 personnes survécurent, dont la plupart étaient au cimetière ou dans le stade au moment du tremblement de terre, ces zones étant alors les plus élevées de la ville.
Le gouvernement péruvien a interdit les excavations dans la zone où l’ancienne ville de Yungay est enterrée, la déclarant cimetière national. Il y a d'ailleurs un mémorial pour les personnes ensevelies en ce lieu. 
Ce séisme a été si fort qu'il a tué plus de 30 000 personnes dans les environs de l'épicentre. Ce séisme est considéré comme le pire désastre ayant frappé la zone centrale de l'Amérique du Sud.
La petite ville de Yungay a depuis été reconstruite à quelques kilomètres en contrebas, à l'écart d'une possible coulée venue du Huascaran.